# Giovanni Ribisi
Giovanni Antonio Ribisi (Los Angeles, 17 dicembre 1974) è un attore statunitense.

## Biografia
Ribisi è figlio di Albert Anthony Ribisi, un musicista di origini italiane e inglesi, e di Gay Landrum, una manager di origini tedesche. Ha una sorella gemella, Marissa, attrice nonché ex moglie del cantante Beck, e una sorella minore, Gina, che lavora principalmente come doppiatrice. Inizia la carriera giovanissimo, utilizzando il nome d'arte di Vonni Ribisi, prendendo parte a vari spot pubblicitari e ottenendo piccoli ruoli in serie TV quali Blue jeans, Sposati... con figli, Ai confini della realtà, Walker Texas Ranger, X-Files (episodio Fulmini) e Chicago Hope, senza dimenticare l'apparizione nel telefilm Autostop per il cielo (1985), nel quale interpreta, all'età di undici anni, il piccolo Curtis Johnson, bambino malato terminale di cancro.
Ottiene il primo ruolo in un film importante nel 1996 con Music Graffiti, esordio alla regia di Tom Hanks. In seguito lavora in Strade perdute di David Lynch (1996), e ne L'uomo del giorno dopo di Kevin Costner (1997). A partire dalla seconda stagione partecipa a diversi episodi della serie TV Friends interpretando Frank, il fratellastro di Phoebe Buffay, e Ralph Mariano nella serie My Name Is Earl, in diverse puntate dal 2005 in poi.
Nel 1998 interpreta Irwin Wade, medico dell'esercito degli Stati Uniti in Salvate il soldato Ryan di Steven Spielberg. Negli anni seguenti compare in film come Ragazzi e ragazze (1998) Il giardino delle vergini suicide (1999), 1 km da Wall Street (2000), Fuori in 60 secondi (2000), The Gift, Lost in Translation - L'amore tradotto (2003), Ritorno a Cold Mountain (2004) e Il volo della fenice (2004), remake dell'omonimo film del 1965 diretto da Robert Aldrich. Nel 2007 recita nel film Perfect Stranger, al fianco di Halle Berry e Bruce Willis. Nel 2006 interpreta anche lo sfortunato protagonista del video musicale del singolo Crystal Ball della band britannica Keane.
Nel colossal di James Cameron, Avatar, uscito nel 2009 interpreta Parker Selfridge, il direttore dell'impianto d'estrazione costruito dagli umani su Pandora. Più di recente ha preso parte ai film Contraband, del 2012, diretto da Baltasar Kormákur, e nello stesso anno al campione di incassi Ted, di Seth MacFarlane, in entrambi affiancato da Mark Wahlberg. Nel 2013 interpreta il ruolo dell'agente Conway Keeler della squadra costituita dal sergente John O'Mara per stanare il boss della mafia Mickey Cohen nel film Gangster Squad di Ruben Fleischer. Dal 2015 è il protagonista della serie Sneaky Pete su Amazon Prime Video; nel 2022 interpreta il ruolo del boss mafioso italo-americano Joe Colombo nella miniserie prodotta dalla Paramount Pictures The Offer.

## Vita privata
È stato sposato dal 1997 al 2001 con l'attrice Mariah O'Brien; i due hanno avuto una figlia, Lucia Santina. 
Nel 2012 si è risposato con la supermodella inglese Agyness Deyn. Nel gennaio 2015, i due hanno avviato le pratiche di divorzio, che è avvenuto nel novembre 2015. Nel dicembre 2018 è diventato padre di due gemelli, messi al mondo dalla nuova compagna, Emily Ward. È un membro di Scientology.

## Filmografia

### Attore

#### Cinema
- Music Graffiti (That Thing You Do!), regia di Tom Hanks (1996)
- SubUrbia, regia di Richard Linklater (1996)
- Strade perdute (Lost Highway), regia di David Lynch (1997)
- First Love, Last Rites, regia di Jesse Peretz (1997)
- L'uomo del giorno dopo (The Postman), regia di Kevin Costner (1997)
- Ragazzi e ragazze (Some Girl), regia di Rory Kelly (1998)
- Phoenix - Delitto di polizia (Phoenix), regia di Danny Cannon (1998)
- Salvate il soldato Ryan (Saving Private Ryan), regia di Steven Spielberg (1998)
- Un amore speciale (The Other Sister), regia di Garry Marshall (1999)
- Gli infiltrati (The Mod Squad), regia di Scott Silver (1999)
- È una pazzia (It's the Rage), regia di James D. Stern (1999)
- Il giardino delle vergini suicide (The Virgin Suicides), regia di Sofia Coppola (1999) - voce narrante
- Fuori in 60 secondi (Gone in Sixty Seconds), regia di Dominic Sena (2000)
- 1 km da Wall Street (Boiler Room), regia di Ben Younger (2000)
- The Gift, regia di Sam Raimi (2000)
- Heaven, regia di Tom Tykwer (2002)
- Masked and Anonymous, regia di Larry Charles (2003)
- Basic, regia di John McTiernan (2003)
- Lost in Translation - L'amore tradotto (Lost in Translation), regia di Sofia Coppola (2003)
- Ritorno a Cold Mountain (Cold Mountain), regia di Anthony Minghella (2003)
- Corrispondenza d'amore (Love's Brother), regia di Jan Sardi (2004)
- Sky Captain and the World of Tomorrow, regia di Kerry Conran (2004)
- Il volo della fenice (Flight of the Phoenix), regia di John Moore (2004)
- The Big White, regia di Mark Mylod (2005)
- 10th & Wolf, regia di Robert Moresco (2006)
- The Dead Girl, regia di Karen Moncrieff (2006)
- The Dog Problem, regia di Scott Caan (2006)
- Perfect Stranger, regia di James Foley (2007)
- Gardener of Eden - Il giustiziere senza legge (Gardener of Eden), regia di Kevin Connolly (2007)
- Nemico pubblico - Public Enemies (Public Enemies), regia di Michael Mann (2009)
- Avatar, regia di James Cameron (2009)
- Middle Men, regia di George Gallo (2010)
- The Rum Diary - Cronache di una passione (The Rum Diary), regia di Bruce Robinson (2011)
- Contraband, regia di Baltasar Kormákur (2012)
- Columbus Circle, regia di George Gallo (2012)
- Ted, regia di Seth MacFarlane (2012)
- Gangster Squad, regia di Ruben Fleischer (2013)
- Un milione di modi per morire nel West (A Million Ways to Die in the West), regia di Seth MacFarlane (2014)
- Selma - La strada per la libertà (Selma), regia di Ava DuVernay (2014)
- Ted 2, regia di Seth MacFarlane (2015)
- Results, regia di Andrew Bujalski (2015)
- Meadowland - Scomparso (Meadowland), regia di Reed Morano (2015)
- The Bad Batch, regia di Ana Lily Amirpour (2016)
- A Million Little Pieces, regia di Sam Taylor-Johnson (2018)
- Avatar - La via dell'acqua (Avatar: The Way of Water), regia di James Cameron (2022)
- Horizon: An American Saga, regia di Kevin Costner (2024)
- Avatar - Fuoco e cenere (Avatar: Fire and Ash), regia di James Cameron (2025)

#### Televisione
- Autostop per il cielo (Highway to Heaven) - serie TV, episodi 2x01-2x02 (1985)
- Ai confini della realtà (The Twilight Zone) - serie TV, episodi 1x26-1x27 (1985)
- L'ultimo cavaliere elettrico (Sidekicks) - serie TV, 4 episodi (1986-1987)
- I miei due papà (My Two Dads) - serie TV, 30 episodi (1987-1990)
- Sposati... con figli (Married... with Children) - serie TV, episodi 1x12-3x19 (1987-1989)
- La promessa di un miracolo (Promised a Miracle) - film TV (1988)
- Blue Jeans (The Wonder Years) - serie TV, 15 episodi (1992-1993)
- Walker Texas Ranger (Walker, Texas Ranger) - serie TV, episodi 2x12-2x13 (1994)
- NYPD - New York Police Department (NYPD Blue) - serie TV, episodi 2x06-2x07 (1994)
- X-Files (The X-Files) - serie TV, episodio 3x03 (1995)
- Chicago Hope - serie TV, episodio 2x04 (1995)
- Friends - serie TV, 9 episodi (1995-2003)
- Intrigo ad alta quota (Alptraum im Airport), regia di Chris Bould - film TV (1998)
- Un colpo al cuore (Shot in the Heart), regia di Agnieszka Holland - film TV (2001)
- My Name Is Earl - serie TV, 6 episodi (2005-2008)
- Memphis Beat - serie TV, episodio 1x05 (2010)
- Dads - serie TV (2013-2014)
- Sneaky Pete - serie TV, 30 episodi (2015-2019)
- The Offer - miniserie TV, 10 episodi (2022)

### Regista
- Sneaky Pete - serie TV, 1 episodio (2018)
- Exhale di Jónsi - videoclip (2020)
- Cannibal di Jónsi e Elizabeth Fraser - videoclip (2020)

## Doppiatori italiani
Nelle versioni in italiano delle opere in cui ha recitato, Giovanni Ribisi è stato doppiato da:
- Fabrizio Manfredi in SubUrbia, Gli infiltrati, The Gift, Sky Captain and the World of Tomorrow, 10th & Wolf, The Bad Batch
- Marco Guadagno in Il volo della fenice, Nemico pubblico - Public Enemies, Ted, Un milione di modi per morire nel West, Ted 2
- Francesco Venditti in Un colpo al cuore, Avatar, Sneaky Pete, Avatar - La via dell'acqua
- Alessandro Quarta in Memphis Beat, Gangster Squad, Selma - La strada per la libertà
- Emiliano Coltorti in Lost in Translation - L'amore tradotto, Perfect Stranger
- Gabriele Parrillo in Heaven, Ritorno a Cold Mountain
- Franco Mannella in Contraband, The Offer
- Corrado Conforti in Friends, Un amore speciale
- Nanni Baldini in Blue Jeans, Waco - Il processo
- Marco Baroni in Fuori in 60 secondi
- Francesco Meoni in Gardener of Eden - Il giustiziere senza legge
- Fabrizio Vidale in My Name is Earl
- Simone D'Andrea in The Big White
- Paolo De Santis in Masked and Anonymous
- Francesco Pezzulli in 1 km da Wall Street
- Stefano Crescentini in Salvate il soldato Ryan
- David Chevalier in Ragazzi e ragazze
- Massimo De Ambrosis in È una pazzia
- Christian Iansante in Basic
- Roberto Gammino in The Rum Diary - Cronache di una passione
- Massimiliano Alto in X-Files

Da doppiatore è sostituito da:
- Francesco Bulckaen in Il giardino delle vergini suicide